# لیوکا
لیوکا (به لاتین: Levka) یک منطقهٔ مسکونی در بلغارستان است که در شهرستان اسویلنگراد واقع شده‌است.